# مالخاز أساتياني
مالخاز أساتياني (4 أغسطس 1981 بكوتايسي في جورجيا - ) هو لاعب كرة قدم جورجي في مركز قلب الدفاع. شارك مع منتخب جورجيا تحت 21 سنة لكرة القدم ومنتخب جورجيا لكرة القدم. أما مع النوادي، فقد لعب مع توربيدو كوتيسي ودينامو كييف ولوكوموتيف موسكو.

## وصلات خارجية
- مالخاز أساتياني على موقع الاتحاد الأوربي (الإنجليزية)
- مالخاز أساتياني على موقع اتحاد أوكرانيا (الإنجليزية)
- مالخاز أساتياني على موقع قاعدة بيانات كرة القدم.إي يو (الإنجليزية)
- مالخاز أساتياني على موقع ناشيونال فوتبول تيمز (الإنجليزية)
- مالخاز أساتياني على موقع Soccerway.com (الإنجليزية)
- مالخاز أساتياني على موقع عالم كرة القدم.نت (الإنجليزية)